# Salima Sultan Begum
Salima Sultan Begum (23 de febrero de 1539 - 15 de diciembre de 1612) fue una emperatriz del imperio mogol, como esposa del emperador Akbar. Anteriormente estuvo casada con Bairam Khan, quien había sido asesinado en 1561.
Como mujer y emperatriz, ocupó un alto rango en el harén imperial. Como tal, ella ejerció una gran influencia política en la corte y el imperio. Fue autora de varios libros y poesías bajo el seudónimo de  Makhti  (مخفی, “Oculto”). Es recordada por su forma de suplicar al emperador Akbar el perdón para su hijastro, Jahangir.

## Orígenes familiares
Salima Sultan Begum nació como hija de la princesa mogola Gulrang Begum y de su esposo, el virrey de Kanauj, Nur-ud-din Muhammad Mirza. Su abuelo materno fue el Emperador Babur, fundador del Imperio Mogol y el primer Emperador Mogol.
Sus tíos maternos fueron el segundo Emperador Mogol, Humayun, y el príncipe Hindal Mirza. Entonces, Salima, fue prima del Emperador Akbar y de su primera esposa, Ruqaiya Sultan Begum, ya que ambos eran hijos de sus tíos maternosː Humayun y Hindal Mirza, respectivamente..

## Matrimonios
En diciembre de 1557 Salima fue desposada, a los 18 años, con el ya anciano Bairam Khan (quien contaba con unos 50 años) en Jalandhar, Punjab. Bairam era comandante del ejército mogol. Se dice que su matrimonio suscitó un gran interés en la Corte Imperial. Este matrimonio unió dos dinastías relevantes, ya que Bairam descendía de Ali Shukr Beg, es decir, de la dinastía Turcomana y, Salima, pertenecía a la Dinastía timúrida, como nieta del Emperador Babur. Salima se convirtió en la segunda esposa de Bairam, después de Ruqaiya Sultan Begum, madre de su hijo Abdul Rahim. Su matrimonio fue muy corto y no tuvieron hijos
Tan solo 3 años después del matrimonio, Bairam Khan fallecía en 1561 como consecuencia de las intrigas en su contra, instigadas por Maham Anga, las cuales culminaron en su asesinato. Tras enviudar, Salima fue dada en matrimonio a su primo hermano, Akbar, ese mismo año. Ella era tres años y siete meses mayor que él. Akbar se casó con Salima para protegerla a ella y al hijo de Bairam Khan, Rahim, de las intrigas políticas. Salima fue considerada una mujer de gran talento y fue la última esposa del Emperador Akbar.
Siendo una gran lectora y escritora, ella registró por escrito sus encuentros con Akbar así como diversos hechos políticos de la época. Por tanto, este hecho confirma a Salima como una de las mujeres más importantes de su época.
Salima y Maryam Makani jugaron un papel crucial en la negociación de un acuerdo entre Akbar y Jahangir, cuando la relación entre padre e hijo se agrió en el año 1600, ayudando a allanar el camino para el ascenso de Jahangir al trono del Imperio Mogol. Durante el reinado de Jahangir, Salima desempeñó un papel crucial en la obtención del perdón de los poderosos Khan-i-Azam y Mirza Aziz Koka, que habían sido sentenciados a muerte por el Emperador Jahangir.
En el año 1575, Salima realizó la peregrinación del Hajj a La Meca junto con su tía, la princesa Gulbadan Begum, y otras damas de la corte imperial.

## Muerte
Salima falleció el 15 de diciembre de 1612 en Delhi. Su hijastro, Jahangir, dio detalles de su nacimiento y ascendencia, sus matrimonios y afirmó que ella tenía 73 años en el momento de su fallecimiento. Siguiendo sus deseos, su cuerpo fue sepultado en un jardín que ella misma había diseñado y cuidado.